# سرگی اشواندن
سرگی اشواندن (انگلیسی: Sergei Aschwanden؛ زادهٔ ۲۲ دسامبر ۱۹۷۵) جودوکار اهل سوئیس بود.